# United States Postal Inspection Service
L'United States Postal Inspection Service (USPIS), familièrement connu aux États-Unis sous le nom de Postal Inspectors, est l'agence fédérale chargée de l'application de la loi de l'United States Postal Service (USPS), le service postal gouvernemental des États-Unis. Il est chargé de la protection des employés de l'USPS, de leurs clients et des courriers et marchandises transportés et de la lutte contre l'utilisation illégale ou dangereuse des services postaux américains. En 2014, l'USPIS comptait 2 376 employés (sans compter le personnel au siège), en baisse de 44,7% par rapport à 1995. 
Fondée en 1772, elle est l'agence fédérale de police la plus ancienne des États-Unis. Sa création remonte à la période coloniale, quand le Postmaster General Benjamin Franklin nomma un « Inspecteur » (Surveyor) pour réguler et contrôler la distribution du courrier. Elle fut aussi la première agence en 1940 à disposer d'un laboratoire d'analyse criminel. Aujourd'hui l'USPS Forensic Laboratory est situé à Dulles en Virginie. L'United States Postal Inspection Service dispose également d'un service de police armé et en uniforme qui était en 2008 composé de 500 hommes.  